# بوب البناء
بوب البناء (بالإنجليزية: Bob the Builder)‏ هو مسلسل رسوم متحركة تلفزيوني للأطفال 1998-2011 تم إنشاؤه في بريطانيا بواسطة كيث تشامبمان. في السلسلة الأصلية، ظهر بوب في برنامج رسوم متحركة بإيقاف الحركة كمقاول بناء متخصص في البناء، جنبًا إلى جنب مع زميلته ويندي، والعديد من الجيران والأصدقاء، وعصابتهم من مركبات ومعدات العمل المجسمة. يتم بث البرنامج في العديد من البلدان، ولكن نشأ من المملكة المتحدة حيث قام الممثل الإنجليزي نيل موريسي بصوت بوب. استخدم العرض لاحقًا الرسوم المتحركة المنشأة عن طريق الحاسوب بدءًا من الجزء الثالث. باع المالكون البريطانيون لبوب ذا بيلدر وتوماس ذا تانك إنجن الشركة في عام 2011 إلى شركة ماتيل الأمريكية لصناعة الألعاب مقابل 680 مليون دولار.
في كل حلقة، يساعد بوب ومجموعته في أعمال الترميم والبناء والإصلاحات وفي مشاريع أخرى حسب الحاجة. يركز العرض على حل النزاعات والتعاون والتنشئة الاجتماعية ومهارات التعلم المختلفة. عبارة بوب الشهيرة هي «هل يمكننا إصلاحها؟»، والتي تستجيب لها الشخصيات الأخرى بـ «نعم نستطيع!» هذه العبارة هي أيضًا عنوان الأغنية الرئيسية للعرض، والتي حققت مبيعات كبيرة بالمليون وحققت المركز الأول في الترتيب الموسيقة المنفردة في المملكة المتحدة.
في أكتوبر 2014، قامت شركة ماتيل بتجديد بوب البناء لكي يتم بث مسلسل جديد على قناة ميلك شيك للقناة الخامسة البريطانية في عام 2015. من بين التغييرات إصلاح شامل للممثلين، حيث حل ممثل هاري بوتر لي إنجليبي محل نيل موريسي كصوت بوب، كما تم تأكيد جوان فروجات وبليك هاريسون كأصوات ويندي وسكوب على التوالي. تغير أيضًا مكان ومظهر الشخصيات، مع انتقال بوب وفريقه إلى مدينة سبرينغ سيتي الصاخبة. ظهرت الترجمة الأمريكية للمسلسل الجديد لأول مرة على قناة بي بي إس كيدز في نوفمبر 2015. تم انتقاد التغييرات من قبل محبي النسخة الأصلية.
ودبلج المسلسل من قبل مركز الزهرة بسمى أخر مختلف غير المعتاد، بأسم المعمار البوب وعرض على قناة سبيستون

## روابط خارجية
- بوب البناء على موقع IMDb (الإنجليزية)
- بوب البناء على موقع ميتاكريتيك (الإنجليزية)
- بوب البناء على موقع ديسكوغز (الإنجليزية)
- بوب البناء على موقع قاعدة بيانات الأفلام العربية
- بوب البناء على موقع أول موفي (الإنجليزية)
- بوب البناء على موقع فيلمافينيتي (الإسبانية)
- بوب البناء على موقع كينوبويسك (الروسية)
- بوب البناء على موقع ألو سيني (الفرنسية)
- بوب البناء على موقع قاعدة بيانات الفيلم (الإنجليزية)

- الموقع الرسمي
- بوب البناء  على قاعدة بيانات الأفلام على الإنترنت (بالإنجليزية).